# ヒーザーン
『ヒーザーン』（原題：Heathern）は、ジャック・ウォマックの長篇小説。1990年発行。ウォマックによる「アンビエント」シリーズ（「ドライコ」シリーズとも呼ばれる）の第3作。日本では、黒丸尚の翻訳で早川書房より出版された。
題名は、異教徒を意味する "Heathen" がなまったもの。作中で登場人物が口にする。

## 概要
シリーズ全体をつらぬく創世の核心が明かされる。語り手が女性の企業人であるため、語り口が前2作とは大きく異なる。これまでの物理的な暴力にかわり、言葉による傷、不況による失業、セクシャル・ハラスメント、心理的な拷問などが前面に出る。また、登場人物の数人がユダヤ系であり、ホロコーストについての言及がある。
1998年が舞台であり、地の文は『アンビエント』に比べて読みやすい。しかし、推理小説や企業小説仕立てのプロットがからみ合っており、筋立てはシリーズ中もっとも複雑である。イディッシュ語、日本語、ラテン語などが時折見られる。
シリーズ6部作を時系列に並べると2番目にあたる作品。最初にあたる『ランダム・アクツ・オブ・センスレス・ヴァイオレンス』の約半年後が想定されている。前作『テラプレーン』でのSF的な面に対して神秘的な面が描かれており、本作品でおぼろげながらシリーズの結末が提示されている。

### キーワード
ドライコ（Dryco）
アメリカを支配する多国籍企業。麻薬売買の会社だったが、経済危機とキリスト教の失墜を機会に急速に業績を伸ばしている。本作品の時代は、ウォール街に本社があり、創業者のサッチャー夫妻が経営の舵取りをしている。
善神（Godness）、神（God）
レスターの説く神々。創世が困難だったため、創造主は善神と神のふたつに分裂してしまった。今の世界は失敗作であり、ふたつが結びついて再びひとつになるとき、世界は終わるという。善神は、悪からできるだけの善を引き出そうとし、細部を神にまかせる。『アンビエント』においては、善神は女性なるもの、神は男性なるものとされていた。グノーシス主義におけるソピアーとデミウルゴスの関係と共通点がある。
ロングアイランド（Long Island）
マンハッタンの東に位置する広大な島。住人とアメリカ政府の間で衝突が起き、内戦が始まっている。ニューヨークの荒廃の一因であり、本作品の事件の真相にも関係している。

## 主な登場人物
ジョアナ（Joanna）
本作品の語り手。ドライコ社で新規プロジェクト担当副社長の地位にあるが、仕事らしき仕事を与えられず、飾り物扱いをされている。ユダヤ系の出自で祖父はラビ。両親は通貨引き上げのあとに自殺をとげている。ドライコに雇われてからは努めて心の動揺を抑えてきたが、レスターとの出会いにより変わってゆく。
レスター・マキャフリイ（Lester Macaffrey）
ロイサイダに住む教師。ケンタッキー州出身の29歳。救世主として、ドライコの新規事業に組み入れられる。世界の成り立ちとその行く末について、ジョアナに語り伝える。身体に大きな銃創が残っているが、理由を明かさない。
サッチャー・ドライデン（Thatcher Dryden）
ドライコの経営者。南米で麻薬ビジネスを行なっていたが経済危機を機会に財を成した。リンカーンが40ポンド太り、顎髭がなく、髪の毛をポニーテイルにしたような姿。エルヴィス・プレスリーが今も生きていると信じている。新規事業として、レスターに目をつける。
スージイ・ドライデン（Susie Dryden）
ドライコの経営者で、サッチャーの妻。サッチャーの兄が死んだのち、彼と共に経営を受け継いだ。現在は大規模なバーター貿易などいくつかのビジネスを仕切っており、時折怒りを激発させ部下を自殺に追い込む。白を異常なまでに好む。
バーナード（Bernard）
ドライコの事業計画担当副社長。二重焦点メガネをかけている。45歳でジョアナの3歳年上。ドライコ社に移る前はジョアナの上司であり、旧ドルで何百万も稼いでいたが、破産してドライコに雇われた。レスターの存在をうとましく思っている。妻の名はマーサ。1人息子を亡くしている。
ガス（Gus）
ドライコの保安部長。60歳代で、ジェイクの師匠にあたる。大統領を3人暗殺したといわれており、うちひとりはケネディ。ジェンスンの殺害事件を調査する。
エイヴィ（Avi）
ドライコの保安部員。ジョアナの元恋人。父親は第二次世界大戦中にマイダネックの強制収容所にいた。ドライコにつとめることで人々を迫害する側にいる点をジョアナに非難された経験がある。いくつもの信仰を渡り歩き、今では特定の宗教は信じていない。給料の半分をユダヤ人街へ送っている。
ジェイク（Jake）
ガスに拾われて保安部に入った少年。テーブルマナー、文芸批評、保安部員としての心得などをガスから学んでおり、仕事でミスを犯すこともある。シェイクスピア作品では『テンペスト』のエアリアルを好む。
ジェンスン（Jensen）
ドライコの社員。秘密の取引に関わっていたのが原因で、フグ毒により命を狙われる。祖母が強制収容所にいた。
ドライデン・ジュニア（Dryden Jr.）
サッチャーとスージイの息子。その言動がサッチャーの不満の種だが、スージイは彼に経営を任せようと考えている。
マージ（Marge）
レスターの教え子。歳に似合わない受け答えをする。ロングアイランドからの移住者。
オーツカ（Otsuka）
日本人の大企業家。非常な高齢で、バーナードの説明によれば、日本においてサッチャーと同等の人物。マンハッタンにオフィスを構え、ドライコと契約を結ぶためにサッチャーと会う。

## あらすじ
ドライコで朝の報告会に出席するジョアナ。その日のニュースのひとつは、救世主だという噂のレスター・マキャフリイなる男だった。サッチャーは、レスターが本物の救世主かどうか確かめるようジョアナに命令する。彼を広告塔として利用しようというのが、サッチャーの密かな計画だった。
レスターが働く学校へ行ったジョアナとエイヴィは、彼が死んだ男を蘇らせるのを目撃する。レスターは帰宅するジョアナの前にも現れ、彼が差し出す手をとったジョアナは、マンハッタンの上空に満ちる天使たちを目の当たりにした。ジョアナは彼を自分の部屋へと案内し、神々がこの世界を練習台としていることや、救世主の役割などさまざまなことを語り合う。
一方、ドライコでは、ジェンスンという社員が殺された件を調査中であり、サッチャーはレスターを手伝わせる。レスターの言葉から、ジェンスンが何らかの取引に関わっていたと判明する。サッチャーは、契約を結ぼうとしている日本人のオーツカが犯人だと決めてゆずらない。サッチャーはさらに大胆になり、日本を沈没させる提案をレスターにもちかける。レスターはサッチャーに警告をするが、彼は聞く耳をもたない。謎の殺害事件は、ジョアナとレスターをドライコの秘密プロジェクトへと巻き込んでゆく。

## 年表
以下は、シリーズ6作の記述をもとに本作品の出来事を年表にしたもの。特に1998年以降については、数年のずれが生じている可能性あり。ページ数はハヤカワ文庫版による。
- 193?年：ガス誕生(p13)
- 1945年?：エイヴィの父、マイダネックの収容所からドイツ国内へ送られ、殺されかける(p281)
- 1953年：バーナード誕生(p9)
- 1956年：ジョアナ誕生(p9)
- 1963年11月23日（土）：ジョン・F・ケネディ暗殺される。ガスが関係(p104)
- 1969年：レスター・マキャフリイ誕生(p9)
- 1971年：ジェンスン誕生(p255)
- 197?年：サッチャーの兄キャリ、ビジネス上のトラブルで殺害される(p205)
- 197?年：スージイの兄、スージイの指示により殺害される(p205)
- 1978年9月19日（火）?：レスター、母親に撃たれる(p292)
- 1979年3月?：レスターの母親、謎の焼死(p292)
- 1983年：ドライデン・ジュニア誕生(p204)
- 1984年：ジェイク誕生(p85)
- 1996年?：エイヴィのフィアンセ、銀行での暴動の巻き添えで死亡(p45)
- 1996年：ロングアイランドの掃討作戦開始(p195)
- 1997年：ジェイク、ドライコに入社(p71,87)
- 1997年3月：バーナード、オーツカとの交渉を開始(p17)
- 1997年夏：バーナード、アイルランド系の子（オマリイ?）に仕事を頼む(p321)
- 1998年2月：ジョアナ、新規プロジェクト担当副社長に就任(p8)
- 1998年3月末：大統領、暗殺される(p86)
- 1998年5月上旬：大統領、飛行機事故で死亡(p86)／副大統領だった間抜けのチャーリイ、逃走をはかる(p86)
- 1998年：間抜けのチャーリイ、落選？(p86)
- 1998年：ガス、大統領をシアトルで暗殺(p86)
- 1998年11月16日（月）：ジェンスン、シカゴを発ちニューヨークへ向かう(p13)
- 1998年11月17日（火）：ジェンスン、ゾンビ化される(p149)
- 1998年11月18日（水）：ジョアナ、出勤で赤ん坊に殺されかける(p7)／バーナード、レスターの件を報告(p9)／ガス、ジェンスンの件を報告(p18)
- 1998年11月19日（木）：ジョアナとエイヴィ、学校でレスターと会う(p39)
- 1998年11月20日（金）：レスター、ドライコ社へ(p66)ガス、ジェイクの指を折る(p72)ジョアナ、レスターと帰る(p84)ジョアナ、天使を見る(p89)
- 1998年11月21日（土）?：ジョアナ、自分が救世主だと知る(p344)
- 1998年11月23日（月）：ジョアナとレスター、ドライコヘ(p136)
- 1998年11月24日（火）：スージイ、ウェストチェスターにあるドライデン邸へ出発(p168)／サッチャーとオーツカの契約(p196)／エイヴィ、オーツカとガスを射殺(p198)
- 1998年11月26日（木）：バーナード、アイルランド系の子に頼んで贋の書類をジェンスンの部屋に置く(p321)／感謝祭(p201)
- 1998年11月27日（金）：モンテフィオーレ病院でジェンスンに面会(p252)／ジェンスンの部屋の捜索(p271)／墓場にてレスターへの拷問(p284)／カリフォルニアで地震、数千人が死亡(p314)／レスター死亡(p317)
- 1998年11月30日（月）：ジョアナ、飛ぶ？(p344)
- 1998年12月4日（金）：ジェンスンがオークションにかけられる予定日(p270)

## シリーズの他作品との関連
シリーズ作品を時系列に沿って並べると、以下のようになる。
1. ランダム・アクツ・オブ・センスレス・ヴァイオレンス（Random Acts of Senseless Violence）
  - 大統領の死など、いくつか共通する事件が語られている。
  - レスターの教え子だったマージと思われる少女が登場。
2. ヒーザーン（Heathern） - 本作品：1.の約半年後
3. アンビエント（Ambient） - 2.の約13年後
  - レスターの教え子たちが、アンビエントと呼ばれる集団を作り、レスターやジョアナの教えを語り継いでいる。彼らは、ジョアナがレスターの教えを記したとされる『ジョアナの幻視』（Visions of Joanna）という聖典を持ち、秘密の集会で使っている。
  - 隠退したサッチャーと、ドライコのCEOとなったジュニアが登場。
  - サッチャーとスージイの結婚が1960年代であることが語られる。
  - サッチャーのエルヴィス崇拝が高じて、E教会という信仰が生まれている。
  - サッチャー邸にあったファイルキャビネットの内容が明かされる。
  - 西海岸の大地震について、サッチャーが回想している。
  - バーナードが開発を進めていた墓場のコンピュータが、アリスとして完成している。
4. テラプレーン（Terraplane） - 3.の約4年後
  - 敏腕の保安部員に成長したジェイクが登場。
  - バーナードが口にしたロシアの組織「クラースナヤ」が登場。
  - 本作11章でレスターにとどめを刺したときと同内容のセリフをジェイクが口にする。
  - ロングアイランド戦争での戦闘についての回想がある。また、戦争の結末が手短に語られている。
5. エルヴィシー（Elvissey） - 4.の約16年後
  - レスターやジョアナの教えが、その後いかに広まったかが描かれる。
  - ジェンスンの入院先と同じ場所と思われるモンテフィオーレ病院が登場。ドライコ社員が入院している。
6. ゴーイング、ゴーイング、ゴーン（Going, Going, Gone） - 5.の約14年後

## 日本語版
- 『ヒーザーン』（1992年、ハヤカワ文庫SF）　黒丸尚訳、若島正解説、小阪淳装丁